# Croton angustifrons
Espèce
Croton angustifrons est une espèce de plantes à fleurs du genre Croton et de la famille des Euphorbiaceae, présente au Brésil (Minas Gerais).
Il a pour synonyme :
- Oxydectes angustifrons, (Müll.Arg.) Kuntze,